# Onesia bergmani
Onesia bergmani är en tvåvingeart som beskrevs av Hiromu Kurahashi 2003. Onesia bergmani ingår i släktet Onesia och familjen spyflugor. Inga underarter finns listade i Catalogue of Life.